# Tretja slovenska nogometna liga 2007-2008
La Tretja slovenska nogometna liga 2007-2008 (in lingua italiana: Terzo campionato calcistico sloveno 2007-2008), abbreviata in 3. SNL 2007-2008, fu la sedicesima edizione della terza serie del campionato di calcio sloveno.
Questo torneo vide la partecipazione dello Športno društvo Roma, un club di Vanča Vas (una località nel comune di Tišina). Questo club non ha collegamenti con la capitale italiana, bensì con la comunità Rom della Slovenia.

## Formula
- Promozioni: Le vincitrici dei 2 gironi vengono promosse in 2. SNL
- Retrocessioni: Retrocedono due squadre per girone (totale quattro).
- Format: I due gruppi sono impostati in gironi all'italiana andata/ritorno.

## Girone Ovest
|                       | Pos. | Squadra         | Pt | G  | V  | N | P  | GF | GS | DR  |
| --------------------- | ---- | --------------- | -- | -- | -- | - | -- | -- | -- | --- |
|                       | 1.   | Olimpia Lubiana | 63 | 24 | 20 | 3 | 1  | 79 | 13 | +66 |
|                       | 2.   | Šenčur          | 52 | 24 | 16 | 4 | 4  | 50 | 25 | +25 |
|                       | 3.   | Kranj           | 44 | 24 | 13 | 5 | 6  | 45 | 30 | +15 |
|                       | 4.   | Tolmin          | 42 | 24 | 12 | 6 | 6  | 35 | 18 | +17 |
|                       | 5.   | Izola           | 33 | 24 | 8  | 9 | 7  | 30 | 23 | +7  |
|                       | 6.   | Jadran Dekani   | 29 | 24 | 8  | 5 | 11 | 28 | 38 | −10 |
|                       | 7.   | Brda            | 28 | 24 | 7  | 7 | 10 | 37 | 42 | −5  |
|                       | 8.   | Radomlje        | 28 | 24 | 8  | 4 | 12 | 35 | 47 | −12 |
|                       | 9.   | Slovan Lubiana  | 27 | 24 | 8  | 3 | 13 | 35 | 51 | −16 |
|                       | 10.  | Korte           | 26 | 24 | 6  | 8 | 10 | 29 | 42 | −13 |
|                       | 11.  | Adria           | 25 | 24 | 7  | 4 | 13 | 29 | 52 | −23 |
|                       | 12.  | Dob             | 23 | 24 | 6  | 5 | 13 | 31 | 41 | −10 |
|                       | 13.  | Jesenice        | 9  | 13 | 2  | 3 | 8  | 17 | 31 | −14 |
|                       | 14.  | Portorož Piran  | 6  | 13 | 0  | 6 | 7  | 10 | 37 | −27 |
| classifica, risultati |      |                 |    |    |    |   |    |    |    |     |

Legenda:
      Promosso in 2. SNL 2008-2009.
      Retrocesso nel Campionato inter−comunale.
      Escluso dal campionato.
Regolamento:
Tre punti a vittoria, uno a pareggio, zero a sconfitta.

## Girone Est
|                       | Pos. | Squadra           | Pt | G  | V  | N  | P  | GF | GS | DR  |
| --------------------- | ---- | ----------------- | -- | -- | -- | -- | -- | -- | -- | --- |
|                       | 1.   | Šentjur           | 57 | 26 | 18 | 3  | 5  | 60 | 25 | +35 |
|                       | 2.   | Šmartno           | 47 | 26 | 14 | 5  | 7  | 51 | 47 | +4  |
|                       | 3.   | Dravograd         | 45 | 26 | 13 | 6  | 7  | 60 | 29 | +31 |
|                       | 4.   | Veržej            | 42 | 26 | 11 | 9  | 6  | 58 | 34 | +24 |
|                       | 5.   | Malečnik          | 41 | 26 | 12 | 5  | 9  | 42 | 38 | +4  |
|                       | 6.   | Dravinja          | 40 | 26 | 10 | 10 | 6  | 45 | 35 | +10 |
|                       | 7.   | Črenšovci         | 38 | 26 | 11 | 5  | 10 | 47 | 42 | +5  |
|                       | 8.   | Odranci           | 37 | 26 | 10 | 7  | 9  | 37 | 38 | −1  |
|                       | 9.   | Šmarje pri Jelšah | 35 | 26 | 10 | 5  | 11 | 43 | 51 | −8  |
|                       | 10.  | Stojnci           | 33 | 26 | 8  | 9  | 9  | 42 | 39 | +3  |
|                       | 11.  | Paloma            | 32 | 26 | 9  | 5  | 12 | 33 | 45 | −12 |
|                       | 12.  | Kovinar Štore     | 30 | 26 | 7  | 9  | 10 | 47 | 46 | +1  |
|                       | 13.  | Pohorje           | 14 | 26 | 4  | 2  | 20 | 25 | 71 | −46 |
|                       | 14.  | ŠD Roma           | 13 | 26 | 3  | 4  | 19 | 29 | 79 | −50 |
| classifica, risultati |      |                   |    |    |    |    |    |    |    |     |

Legenda:
      Promosso in 2. SNL 2008-2009.
      Retrocesso nel Campionato inter−comunale.
      Escluso dal campionato.
Regolamento:
Tre punti a vittoria, uno a pareggio, zero a sconfitta.